# Aurelle-Verlac

Aurelle-Verlac este o comună în departamentul Aveyron din sudul Franței. În 1 ianuarie 2018 avea o populație de 160 de locuitori.